# (128036) Rafaelnadal
Rafaelnadal (asteroide nº 128.036 según el Centro de Planetas Menores) es un asteroide perteneciente al cinturón de asteroides que orbita entre Marte y Júpiter. Fue descubierto desde el Observatorio Astronómico de Mallorca el 28 de mayo de 2003.
Su nombre provisional era 2003 KM18 hasta que en julio de 2008, a petición del Observatorio Astronómico de Mallorca se le concedió el nombre actual, en honor al tenista Rafael Nadal, natural de la isla.